# Seznam dílů seriálu Cizinka
Toto je seznam dílů seriálu Cizinka. Britsko-americký dramatický televizní seriál Cizinka založený na stejnojmenné knižní sérii od Diany Gabaldon. Seriál měl premiéru dne 9. srpna 2014 na americké televizní stanici Starz. V hlavních rolích se objevili Caitriona Balfe jako Claire Randall a Sam Heughan jako Jamie Fraser.
V Česku měl seriál premiéru na stanici AXN.

## Přehled řad
| Řada | Díly | Premiéra v USA     | Premiéra v USA    | Premiéra v ČR      | Premiéra v ČR     |
| Řada | Díly | První díl          | Poslední díl      | První díl          | Poslední díl      |
| ---- | ---- | ------------------ | ----------------- | ------------------ | ----------------- |
| 1    | 8    | 9. srpna 2014      | 27. září 2014     | 14. listopadu 2014 | 4. prosince 2014  |
| 1    | 8    | 4. dubna 2015      | 30. května 2015   | 27. května 2015    | 15. července 2015 |
| 2    | 13   | 9. dubna 2016      | 9. července 2016  | 22. prosince 2016  | 9. ledna 2017     |
| 3    | 13   | 10. září 2017      | 10. prosince 2017 | 11. listopadu 2017 | 23. prosince 2017 |
| 4    | 13   | 4. listopadu 2018  | 27. ledna 2019    | bude oznámeno      | bude oznámeno     |
| 5    | 12   | 16. února 2020     | 10. května 2020   | bude oznámeno      | bude oznámeno     |
| 6    | 8    | 6. března 2022     | 1. května 2022    | bude oznámeno      | bude oznámeno     |
| 7    | 8    | 16. června 2023    | 11. srpna 2023    | bude oznámeno      | bude oznámeno     |
| 7    | 8    | 22. listopadu 2024 | 10. ledna 2025    | bude oznámeno      | bude oznámeno     |

## Seznam dílů

### První řada (2014–2015)

#### První část (2014)
| Č. v seriálu | Č. v řadě | Původní název          | Český název      | Režie         | Scénář             | Premiéra v USA | Premiéra v ČR      |
| ------------ | --------- | ---------------------- | ---------------- | ------------- | ------------------ | -------------- | ------------------ |
| 1            | 1         | Sassenach              | Anglánka         | John Dahl     | Ronald D. Moore    | 9. srpna 2014  | 14. listopadu 2014 |
| 2            | 2         | Castle Leoch           | Tvrz Leoch       | John Dahl     | Ronald D. Moore    | 16. srpna 2014 | 14. listopadu 2014 |
| 3            | 3         | The Way Out            | Cesta zpět       | Brian Kelly   | Anne Kenney        | 23. srpna 2014 | 21. listopadu 2014 |
| 4            | 4         | The Gathering          | Shromáždění      | Brian Kelly   | Matthew B. Roberts | 30. srpna 2014 | 21. listopadu 2014 |
| 5            | 5         | Rent                   | Pachtovné        | Brian Kelly   | Toni Graphia       | 6. září 2014   | 28. listopadu 2014 |
| 6            | 6         | The Garrison Commander | Velitel posádky  | Brian Kelly   | Ira Steven Behr    | 13. září 2014  | 28. listopadu 2014 |
| 7            | 7         | The Wedding            | Svatba           | Anna Foerster | Anne Kenney        | 20. září 2014  | 4. prosince 2014   |
| 8            | 8         | Both Sides Now         | Na obou stranách | Anna Foerster | Ronald D. Moore    | 27. září 2014  | 4. prosince 2014   |

#### Druhá část (2015)
| Č. v seriálu | Č. v řadě | Původní název                | Český název               | Režie         | Scénář                            | Premiéra v USA  | Premiéra v ČR     |
| ------------ | --------- | ---------------------------- | ------------------------- | ------------- | --------------------------------- | --------------- | ----------------- |
| 9            | 9         | The Reckoning                | Čas zúčtování             | Richard Clark | Matthew B. Roberts                | 4. dubna 2015   | 27. května 2015   |
| 10           | 10        | By the Pricking of My Thumbs | Neblahá předtucha         | Richard Clark | Ira Steven Behr                   | 11. dubna 2015  | 3. června 2015    |
| 11           | 11        | The Devil's Mark             | Ďáblovo znaménko          | Mike Barker   | Toni Graphia                      | 18. dubna 2015  | 10. června 2015   |
| 12           | 12        | Lallybroch                   | Návrat na Lallybroch      | Mike Barker   | Anne Kenney                       | 25. dubna 2015  | 17. června 2015   |
| 13           | 13        | The Watch                    | Hlídka                    | Metin Hüseyin | Toni Graphia                      | 2. května 2015  | 24. června 2015   |
| 14           | 14        | The Search                   | Pátrání                   | Metin Hüseyin | Matthew B. Roberts                | 9. května 2015  | 1. července 2015  |
| 15           | 15        | Wentworth Prison             | Vězení Wentworth          | Anna Foerster | Ira Steven Behr                   | 16. května 2015 | 8. července 2015  |
| 16           | 16        | To Ransom a Man's Soul       | Jak vykoupit lidskou duši | Anna Foerster | Ira Steven Behr a Ronald D. Moore | 30. května 2015 | 15. července 2015 |

### Druhá řada (2016)
| Č. v seriálu | Č. v řadě | Původní název                     | Český název                 | Režie             | Scénář                            | Premiéra v USA    | Premiéra v ČR     |
| ------------ | --------- | --------------------------------- | --------------------------- | ----------------- | --------------------------------- | ----------------- | ----------------- |
| 17           | 1         | Through a Glass, Darkly           | Temným zrcadlem             | Metin Hüseyin     | Ronald D. Moore                   | 9. dubna 2016     | 22. prosince 2016 |
| 18           | 2         | Not in Scotland Anymore           | Teď už nejsme ve Skotsku    | Metin Hüseyin     | Ira Steven Behr                   | 16. dubna 2016    | 23. prosince 2016 |
| 19           | 3         | Useful Occupations and Deceptions | Užitečná povolání a klamání | Metin Hüseyin     | Anne Kenney                       | 23. dubna 2016    | 26. prosince 2016 |
| 20           | 4         | La Dame Blanche                   | La Dame Blanche             | Douglas Mackinnon | Toni Graphia                      | 30. dubna 2016    | 27. prosince 2016 |
| 21           | 5         | Untimely Resurrection             | Předčasné zmrtvýchvstání    | Douglas Mackinnon | Richard Kahan                     | 7. května 2016    | 28. prosince 2016 |
| 22           | 6         | Best Laid Schemes...              | I ty nejlepší plány...      | Metin Hüseyin     | Matthew B. Roberts                | 14. května 2016   | 29. prosince 2016 |
| 23           | 7         | Faith                             | Víra                        | Metin Hüseyin     | Toni Graphia                      | 21. května 2016   | 30. prosince 2016 |
| 24           | 8         | The Fox's Lair                    | Liščí doupě                 | Mike Barker       | Anne Kenney                       | 28. května 2016   | 2. ledna 2017     |
| 25           | 9         | Je Suis Prest                     | Jsem připraven              | Philip John       | Matthew B. Roberts                | 4. června 2016    | 3. ledna 2017     |
| 26           | 10        | Prestonpans                       | Bitva u Prestonpans         | Philip John       | Ira Steven Behr                   | 11. června 2016   | 4. ledna 2017     |
| 27           | 11        | Vengeance Is Mine                 | Pomsta je má                | Mike Barker       | Diana Gabaldon                    | 18. června 2016   | 5. ledna 2017     |
| 28           | 12        | The Hail Mary                     | Ave Maria                   | Philip John       | Ira Steven Behr a Anne Kenney     | 25. června 2016   | 6. ledna 2017     |
| 29           | 13        | Dragonfly in Amber                | Vážka v jantaru             | Philip John       | Toni Graphia a Matthew B. Roberts | 10. července 2016 | 9. ledna 2017     |

### Třetí řada (2017)
| Č. v seriálu | Č. v řadě | Původní název     | Český název             | Režie                | Scénář                            | Premiéra v USA     | Premiéra v ČR      |
| ------------ | --------- | ----------------- | ----------------------- | -------------------- | --------------------------------- | ------------------ | ------------------ |
| 30           | 1         | The Battle Joined | Do boje                 | Brendan Maher        | Ronald D. Moore                   | 10. září 2017      | 11. listopadu 2017 |
| 31           | 2         | Surrender         | Kapitulace              | Jennifer Getzinger   | Anne Kenney                       | 17. září 2017      | 12. listopadu 2017 |
| 32           | 3         | All Debts Paid    | Splacené dluhy          | Brendan Maher        | Matthew B. Roberts                | 24. září 2017      | 18. listopadu 2017 |
| 33           | 4         | Of Lost Things    | Na ty, co jsme ztratili | Brendan Maher        | Toni Graphia                      | 1. října 2017      | 19. listopadu 2017 |
| 34           | 5         | Freedom & Whisky  | Svoboda a whisky        | Brendan Maher        | Toni Graphia                      | 8. října 2017      | 25. listopadu 2017 |
| 35           | 6         | A. Malcolm        | A. Malcolm              | Norma Bailey         | Matthew B. Roberts                | 22. října 2017     | 26. listopadu 2017 |
| 36           | 7         | Creme De Menthe   | Mátový likér            | Norma Bailey         | Karen Campbell                    | 29. října 2017     | 2. prosince 2017   |
| 37           | 8         | First Wife        | První žena              | Jennifer Getzinger   | Joy Blake                         | 5. listopadu 2017  | 3. prosince 2017   |
| 38           | 9         | The Doldrums      | Úplné bezvětří          | David Moore          | Shannon Goss                      | 12. listopadu 2017 | 9. prosince 2017   |
| 39           | 10        | Heaven and Earth  | Nebe a země             | David Moore          | Luke Schelhaas                    | 19. listopadu 2017 | 10. prosince 2017  |
| 40           | 11        | Uncharted         | Želví polévka           | Charlotte Brandström | Karen Campbell a Shannon Goss     | 27. listopadu 2017 | 16. prosince 2017  |
| 41           | 12        | The Bakra         | Otrokář                 | Charlotte Brandström | Luke Schelhaas                    | 3. prosince 2017   | 17. prosince 2017  |
| 42           | 13        | Eye of the Storm  | Nový svět               | Matthew B. Roberts   | Matthew B. Roberts & Toni Graphia | 10. prosince 2017  | 23. prosince 2017  |

### Čtvrtá řada (2019)
| Č. v seriálu | Č. v řadě | Původní název         | Český název   | Režie              | Scénář                            | Premiéra v USA     | Premiéra v ČR |
| ------------ | --------- | --------------------- | ------------- | ------------------ | --------------------------------- | ------------------ | ------------- |
| 43           | 1         | America the Beautiful | bude oznámeno | Julian Holmes      | Matthew B. Roberts a Toni Graphia | 4. listopadu 2018  | bude oznámeno |
| 44           | 2         | Do No Harm            | bude oznámeno | Julian Holmes      | Karen Campbell                    | 11. listopadu 2018 | bude oznámeno |
| 45           | 3         | The False Bride       | bude oznámeno | Ben Bolt           | Jennifer Yale                     | 18. listopadu 2018 | bude oznámeno |
| 46           | 4         | Common Ground         | bude oznámeno | Ben Bolt           | Joy Blake                         | 25. listopadu 2018 | bude oznámeno |
| 47           | 5         | Savages               | bude oznámeno | Denise Di Novi     | Bronwyn Garrity                   | 2. prosince 2018   | bude oznámeno |
| 48           | 6         | Blood of My Blood     | bude oznámeno | Denise Di Novi     | Shaina Fewell                     | 9. prosince 2018   | bude oznámeno |
| 49           | 7         | Down the Rabbit Hole  | bude oznámeno | Jennifer Getzinger | Shannon Goss                      | 16. prosince 2018  | bude oznámeno |
| 50           | 8         | Wilmington            | bude oznámeno | Jennifer Getzinger | Luke Schelhaas                    | 23. prosince 2018  | bude oznámeno |
| 51           | 9         | The Birds & the Bees  | bude oznámeno | David Moore        | Matthew B. Roberts a Toni Graphia | 30. prosince 2018  | bude oznámeno |
| 52           | 10        | The Deep Heart's Core | bude oznámeno | David Moore        | Luke Schelhaas                    | 6. ledna 2019      | bude oznámeno |
| 53           | 11        | If Not For Hope       | bude oznámeno | Mairzee Almas      | Shaina Fewell a Bronwyn Garrity   | 13. ledna 2019     | bude oznámeno |
| 54           | 12        | Providence            | bude oznámeno | Mairzee Almas      | Karen Campbell                    | 20. ledna 2019     | bude oznámeno |
| 55           | 13        | A Man of Worth        | bude oznámeno | Stephen Woolfenden | Toni Graphia                      | 27. ledna 2019     | bude oznámeno |

### Pátá řada (2020)
| Č. v seriálu | Č. v řadě | Původní název             | Český název   | Režie              | Scénář                            | Premiéra v USA  | Premiéra v ČR |
| ------------ | --------- | ------------------------- | ------------- | ------------------ | --------------------------------- | --------------- | ------------- |
| 56           | 1         | The Fiery Cross           | bude oznámeno | Stephen Woolfenden | Matthew B. Roberts                | 16. února 2020  | bude oznámeno |
| 57           | 2         | Between Two Fires         | bude oznámeno | Stephen Woolfenden | Toni Graphia a Luke Schelhaas     | 23. února 2020  | bude oznámeno |
| 58           | 3         | Free Will                 | bude oznámeno | Jamie Payne        | Luke Schelhaas                    | 1. března 2020  | bude oznámeno |
| 59           | 4         | The Company We Keep       | bude oznámeno | Jamie Payne        | Barbara Stepansky                 | 8. března 2020  | bude oznámeno |
| 60           | 5         | Perpetual Adoration       | bude oznámeno | Meera Menon        | Alyson Evans a Steve Kornacki     | 15. března 2020 | bude oznámeno |
| 61           | 6         | Better to Marry Than Burn | bude oznámeno | Meera Menon        | Stephanie Shannon                 | 22. března 2020 | bude oznámeno |
| 62           | 7         | The Ballad of Roger Mac   | bude oznámeno | Stephen Woolfenden | Toni Graphia                      | 29. března 2020 | bude oznámeno |
| 63           | 8         | Famous Last Words         | bude oznámeno | Stephen Woolfenden | Danielle Berrow                   | 12. dubna 2020  | bude oznámeno |
| 64           | 9         | Monsters and Heroes       | bude oznámeno | Annie Griffin      | Shaina Fewell                     | 19. dubna 2020  | bude oznámeno |
| 65           | 10        | Mercy Shall Follow Me     | bude oznámeno | Annie Griffin      | Megan Ferrell Burke               | 26. dubna 2020  | bude oznámeno |
| 66           | 11        | Journeycake               | bude oznámeno | Jamie Payne        | Diana Gabaldon                    | 3. května 2020  | bude oznámeno |
| 67           | 12        | Never My Love             | bude oznámeno | Jamie Payne        | Matthew B. Roberts a Toni Graphia | 10. května 2020 | bude oznámeno |

### Šestá řada (2022)
| Č. v seriálu | Č. v řadě | Původní název                | Český název   | Režie                   | Scénář                        | Premiéra v USA  | Premiéra v ČR |
| ------------ | --------- | ---------------------------- | ------------- | ----------------------- | ----------------------------- | --------------- | ------------- |
| 68           | 1         | Echoes                       | bude oznámeno | Kate Cheeseman          | Matthew B. Roberts            | 6. března 2022  | bude oznámeno |
| 69           | 2         | Allegiance                   | bude oznámeno | Kate Cheeseman          | Steve Kornacki a Alyson Evans | 13. března 2022 | bude oznámeno |
| 70           | 3         | Temperance                   | bude oznámeno | Justin Molotnikov       | Shaina Fewell                 | 20. března 2022 | bude oznámeno |
| 71           | 4         | Hour of the Wolf             | bude oznámeno | Christiana Ebohon-Green | Luke Schelhaas                | 27. března 2022 | bude oznámeno |
| 72           | 5         | Give Me Liberty              | bude oznámeno | Christiana Ebohon-Green | Barbara Stepansky             | 3. dubna 2022   | bude oznámeno |
| 73           | 6         | The World Turned Upside Down | bude oznámeno | Justin Molotnikov       | Toni Graphia                  | 10. dubna 2022  | bude oznámeno |
| 74           | 7         | Sticks and Stones            | bude oznámeno | Jamie Payne             | Danielle Berrow               | 24. dubna 2022  | bude oznámeno |
| 75           | 8         | I Am Not Alone               | bude oznámeno | Jamie Payne             | Luke Schelhaas                | 1. května 2022  | bude oznámeno |

### Sedmá řada (2023–2025)

#### První část (2023)
| Epizoda | Epizoda                                   | Scénář                   | Režie          | Kamera          | Zdroj |
| ------- | ----------------------------------------- | ------------------------ | -------------- | --------------- | ----- |
| 1.      | Dobře ztracený život                      | Danielle Berrow          | Lisa Clarkeová | Alasdair Walker | [ 3 ] |
| 2.      | Nejšťastnější místo na světě              | Toni Graphiaová          | Lisa Clarkeová | Alasdair Walker | [ 3 ] |
| 3.      | Nebuď pyšná, smrti                        | Tyler English-Beckwith   | Jacquie Gould  | Nic Lawson      | [ 3 ] |
| 4.      | Potížistka                                | Marque Franklin-Williams | Jacquie Gould  | Nic Lawson      | [ 3 ] |
| 5.      | Singapur                                  | Taylor Mallory           | Tracey Deer    | Alasdair Walker | [ 3 ] |
| 6.      | Tam na soutoku                            | Sarah H. Haughtová       | Tracey Deer    | Alasdair Walker | [ 3 ] |
| 7.      | Praktický průvodce pro cestovatele v čase | Margot Ye                | Joss Agnew     | Nic Lawson      | [ 3 ] |
| 8.      | Turning Points                            | Luke Schelhaas           | Joss Agnew     | Nic Lawson      | [ 3 ] |

#### Druhá část (2024–2025)
| Č. v seriálu | Č. v řadě | Původní název                   | Český název   | Režie            | Scénář                            | Premiéra v USA     | Premiéra v ČR |
| ------------ | --------- | ------------------------------- | ------------- | ---------------- | --------------------------------- | ------------------ | ------------- |
| 84           | 9         | Unfinished Business             | bude oznámeno | Stewart Svaasand | Barbara Stepansky                 | 22. listopadu 2024 | bude oznámeno |
| 85           | 10        | Brotherly Love                  | bude oznámeno | Stewart Svaasand | Luke Schelhaas                    | 29. listopadu 2024 | bude oznámeno |
| 86           | 11        | A Hundredweight of Stones       | bude oznámeno | Lisa Clarke      | Sarah H. Haught                   | 6. prosince 2024   | bude oznámeno |
| 87           | 12        | Carnal Knowledge                | bude oznámeno | Lisa Clarke      | Toni Graphia                      | 13. prosince 2024  | bude oznámeno |
| 88           | 13        | Hello, Goodbye                  | bude oznámeno | Jan Matthys      | Madeline Brestal a Evan McGahey   | 20. prosince 2024  | bude oznámeno |
| 89           | 14        | Ye Dinna Get Used to It         | bude oznámeno | Jan Matthys      | Diana Gabaldon                    | 27. prosince 2024  | bude oznámeno |
| 90           | 15        | Written in My Own Heart's Blood | bude oznámeno | Joss Agnew       | Danielle Berrow                   | 3. ledna 2025      | bude oznámeno |
| 91           | 16        | A Hundred Thousand Angels       | bude oznámeno | Joss Agnew       | Matthew B. Roberts a Toni Graphia | 10. ledna 2025     | bude oznámeno |

### Osmá řada
V lednu 2023 získal seriál osmou, finální řadu.